# Delma tealei
Delma tealei là một loài thằn lằn trong họ Pygopodidae. Loài này được Maryan, Aplin & Adams mô tả khoa học đầu tiên năm 2007.